# 타오르는 강
《타오르는 강》은 문화방송 특집드라마이다.

## 제작진
- 원작 : 문순태
- 연출 : 유길촌

## 출연진
- 최불암
- 최봉
- 백일섭
- 현석
- 고두심
- 김보연
- 이미지
- 김용건
- 정성모
- 이묵원
- 김영옥
- 홍성민